# Ersttagsblatt
Ein Ersttagsblatt (kurz: ETB) ist ein von der Post ausgegebenes und vertriebenes Blatt, versehen mit einer Briefmarke, die einen Ersttagsstempel trägt, also am ersten Gültigkeitstag abgestempelt wurde. Ebenso sind Motivbeschreibungen und technische Angaben üblich.
In der Philatelie werden ETB gesondert bewertet und erreichen oft ein Vielfaches des Katalogwerts der jeweiligen Briefmarke. Tatsächlich jedoch liegt der reale Wert oft noch bedeutend unter dem Wert der losen Marke, dies gilt besonders für Exemplare der 1970er und 1980er Jahre. Dies liegt zum einen an den recht hohen Auflagen dieser Zeit, zum anderen sind ETB bei vielen Sammlern unbeliebt, da ihre Aufbewahrung sehr platzraubend ist. Zudem eignen sich die Marken nicht zum Ablösen, da in diesem Fall vom Stempel nur noch wenig zu sehen ist.
In Deutschland gibt die Deutsche Post AG (davor Deutsche Bundespost) Ersttagsblätter aus. Das erste ETB erschien 1974. Für Berliner Marken erschien das erste ETB der jüngeren Geschichte 1975. Die Post gab für Berlin allerdings bereits in den 1950er Jahren  einige Ersttagsblätter heraus.
Ersttagsblätter sind reine Sammlerprodukte, ihr Wert ist daher sehr gering, sie werden abfällig zur „Kartonphilatelie“ gezählt, da sie keine echten Belege des (historischen) Postverkehrs sind.